# Julius Vincenc von Krombholz
Julius Vincenz von Krombholz (19. prosince 1782, Horní Police na Českolipsku – 1. listopadu 1843, Praha) byl český šlechtic, univerzitní profesor státní lékovědy, vyšší anatomie a fyziologie, lékař, přírodovědec, chirurg, botanik a mykolog německé národnosti.
Varianty jeho jména uváděné v literatuře: Julius Vincenc Krombholz, Vincenc Julius Krombholz, Vincent Julius Krombholtz, Julius Vincenz Edler von Krombholz, česky též Julius Vincenc Krombholc či Julius Vincenc šlechtic Krombholz.

## Život
Narodil se (pokřtěn Vincenc Antonín František) v rodině polického učitele Ignáce Krombholze a jeho manželky Alžběty, rozené Nabichtové. Otec mu zemřel v pěti letech, vychovával a vyučoval ho otčím a rovněž učitel Josef Dominka, na rozvoj jeho talentu a zájmů v botanice, hudbě a kreslení se podílel také polický kaplan Kaspar Götz a na gymnáziu v České Lípě augustinián Benno Benisch. Po příchodu do Prahy Krombholz zpíval v chlapeckém sboru kostela Panny Marie před Týnem.
V letech 1803–1814 vystudoval lékařství na lékařské fakultě Univerzity Karlovy v Praze. V roce 1814 získal doktorát.
V roce 1841 byl raněn mrtvicí, poté se stáhl do soukromí. Po smrti byly jeho ostatky pohřbeny v Praze na Olšanských hřbitovech, jeho mumifikované srdce je dodnes uloženo na I. interní klinice Univerzity Karlovy v Praze jako vzácná památka. Na jeho rodném domě v Horní Polici byla v roce 2011 odkryta pamětní deska z roku 1882.

### Rodinný život
Dne 13. února 1820 se oženil s Terezií Oechy (1796–1872), nejstarší dcerou svého profesora, univerzitního prosektora Josefa Antona O. Oechy. Z manželství se narodily čtyři dcery: Anna (1820), Ottilie (1822), Ernestina (1824) a Terezie (1827).

## Lékařství, farmakologie a univerzita
Roku 1828 byl jmenován profesorem speciální patologie a terapie na pražské univerzitě. Zpočátku působil jako prosektor v anatomickém ústavu, později se vypracoval na mezinárodně uznávaného praktického lékaře a chirurga.
Působil také jako profesor státního a soudního lékařství a v letech 1825–1836 jako ředitel I. interní kliniky na Všeobecné nemocnici v Praze na Karlově náměstí. V roce 1827 založil na klinice knihovnu pro mediky a lékaře, roku 1833 založil nadaci, která podporovala, aby chudí studenti mohli být léčeni zdarma. Vyznamenal se v péči o raněné z dob napoleonských válek v letech 1813–1814. Staral se též o nemocné v době cholerové epidemie v roce 1831 v Praze, kdy se stal ředitelem všech cholerických nemocnic. Pro nemocné vynalezl módní likér, který byl po něm později nazvaný. V roce 1831 se stal rektorem Karlovy univerzity v Praze. Roku 1837 byl za své lékařské a pedagogické zásluhy povýšen do šlechtického stavu.
Věnoval se také podpoře nadaných chudých studentů. Zasloužil se o přijetí a finanční podporu pozdějšího významného českého lékárníka a mykologa Augusta Cordy na univerzitu.

## Mykologie
Kromě povolání lékaře se věnoval mykologii. Zabýval se toxicitou hub. K výzkumu ho inspirovaly otravy houbami, jimiž se zabýval jako soudní lékař. Své výsledky shrnul do spisu Naturgetreue Abbildungen und Beschreibungen der essbaren, schädlichen und verdächtigen Schwämme (česky Věrná vyobrazení a popisy jedlých, škodlivých a podezřelých hub), který vyšel v letech 1831–1846. Údajně prověřoval jedlost či nejedlost 1700 druhů hub osobní konzumací. Publikace byla ceněna pro věrohodná vyobrazení jednotlivých druhů jedlých a nejedlých hub. Je též prvním velkým atlasem českých hub. Krombholz před dokončením svého díla zemřel, poslední části díla proto posmrtně publikoval Johann Baptista Zobel (v českém prostředí znám jako Jan Zobel) v různých odborných časopisech.

## Místopis
Krombholz se zabýval také pražským místopisem. Roku 1837 vydal místopisnou příručku Prahy s důležitými adresami a odkazy pro přírodovědce a lékaře (Topographisches Taschenbuch von Prag zunächst für Naturforscher und Ärzte). Veškeré jeho publikace vycházely výhradně v němčině.

## Muzeum
Patřil od počátku k činným členům Společnosti Vlastenského muzea, až do roku 1841 byl členem jeho výboru a Učené společnosti. Také přírodovědné výzkumy prováděl ve spolupráci se zakladateli Vlastenského muzea v Praze, přátelil se a publikoval zejména s Kašparem Šternberkem. 

### Portréty
- Poloviční postava, se soškou Aesculapa, Antonín Machek, Olejomalba, nezvěstná, 1824, litografie František Šír[13]
- Poprsí, olejomalba na plátně, František Horčička, Národní muzeum; litografie
- Mramorová busta, vytvořil Emanuel Max, pro Národní muzeum

## Galerie
Ukázky vyobrazení z díla Naturgetreue Abbildungen und Beschreibungen der essbaren, schädlichen und verdächtigen Schwämme

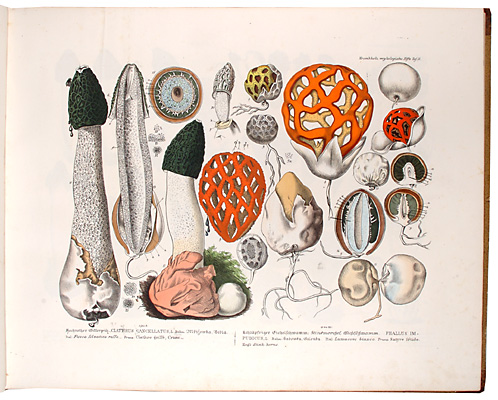
Ukázka 1
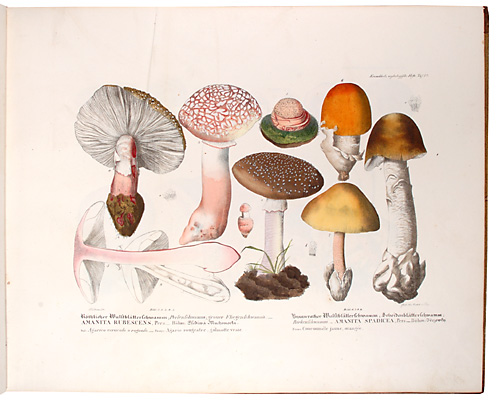
Ukázka 2
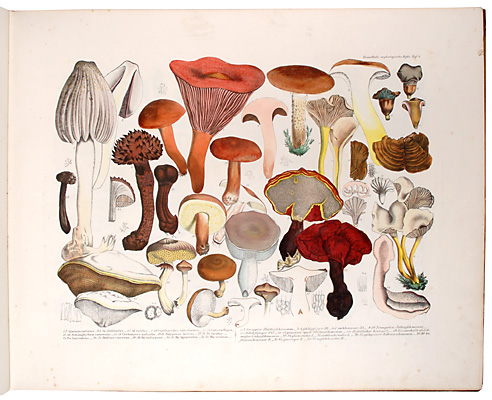
Ukázka 3